# 福田高士
福田 高士（ふくだ たかし、1973年7月27日）は、日本の殺陣師・俳優。殺陣師・俳優の集団「剱伎衆かむゐ」のメンバーの1人。

## 来歴・人物
福岡県北九州市出身。日本大学芸術学部卒業。
1999年、「剱伎衆かむゐ」の正式メンバーとなる。
その後、かむゐの歴史と共に歩み、日本での舞台や映像、テレビ出演、殺陣師としはもちろんの事、アーティスト活動の幅も広げている。
かむゐ海外公演ではアメリカツアーをはじめ、エディンバラフェスティバルや、イタリア国立ペルゴラ劇場公演やヴェッキオ宮殿での演舞などヨーロッパ中での活動は多岐にわたる。